# ساروس

چگونگی رخ دادن گرفتگی‌های متعلق به دنباله ساروس شماره ۱۴۵ (برای مشاهدهٔ پویانمایی بر روی تصویر کلیک نمائید)

ساروس در اخترشناسی به دوره‌ای گفته می‌شود که برای پیشگویی زمان خورشیدگرفتگی و ماه‌گرفتگی استفاده می‌شود.
ساروس دوری به مدت ۲۲۳ ماه قمری است. یک ساروس برابر است با ۱۸ سال خورشیدی و ۱۱ روز و ۸ ساعت. اگر سال کبیسه باشد، این دوره برابر با ۱۸ سال و ۱۰ روز و ۸ ساعت می‌شود.

## دورهٔ ساروس
دورهٔ ساروس (به انگلیسی: Saros period)، دوره‌ای زمانی است با چرخه‌ای حدود ۱۸ سال و ۱۱ روز و ۸ ساعت (تقریباً «۶٬۵۸۵ و یک‌سوم روز) که می‌تواند برای پیش‌بینی گرفتگی خورشید و گرفتگی ماه استفاده شود. بعد از گذشت ۱۸ سال از یک کسوف یا خسوف، مکان نقاط گره‌ای مدار ماه به جای قبلی خود برگشته، ماه و خورشید و زمین تقریباً» دوباره به حالت قبلی برمی‌گردند و کسوف یا خسوفی شبیه همان کسوف یا خسوف قبلی (از لحاظ مکان وقوع، زمان وقوع، شکل گرفتگی و اندازهٔ گرفتگی) روی می‌دهد. گفته می‌شود این گرفت‌های مشابه تشکیل یک دنباله می‌دهند. هر دنبالهٔ ساروسی دارای یک شمارهٔ اختصاصی می‌باشد.

## تاریخچه
ساروس را از روزگاران باستان می‌شناختند و بابلی‌های قدیم برای پیشگویی گرفت‌ها از آن بهره می‌گرفتند.
واژهٔ سومری/بابلی «سار» یکی از یکاهای اندازه‌گیری بود و ارزش عددی آن ظاهراً ۳٬۶۰۰ بوده‌است.
این ارتباط نخستین‌بار توسط کلدانی‌ها یا اخترشناسان بابلی چندین قرن پیش از میلاد مسیح کشف شد. بعدها این ارتباط به دست اخترشناسان یونانی و رومی و مسلمان رسید. ساروس نخستین‌بار توسط ادموند هالی در سال ۱۶۹۱ به چرخهٔ کسوف‌ها گفته شد که آن را از یک دانشنامهٔ بیزانسی در قرن ۱۱ گرفته بود. واژهٔ سومری/بابلی «سار» یکی از یکاهای اندازه‌گیری بود و ارزش عددی آن ظاهراً ۳٬۶۰۰ بوده‌است. در بعضی منابع نیز کلمهٔ ساروس به معنای تکرار آمده‌است.

## پیش‌بینی زمان گرفتگی‌ها
با توجه به تطابق‌های زیر می‌توان زمان رخ دادن گرفتگی‌ها را پیش‌بینی کرد:
۱- ۲۲۳ ماه هلالی (سینودیکی)= ۶٬۵۸۵٫۳۲ روز که در آن، ماه هلالی: فاصلهٔ زمانی بین دو ماه بدر متوالی برابر با ۲۹ روز و ۱۲ ساعت و ۴۴ دقیقه
۲- ۲۴۲ ماه گرهی= ۶٬۵۸۵٫۳۶ روز که در آن، ماه گرهی: فاصلهٔ زمانی بین دو عبور ماه از یک گره برابر با ۲۷ روز و ۵ ساعت و۶ دقیقه
۳- ۲۳۹ ماه آنومالی= ۶٬۵۸۵٫۵۴ روز که در آن، ماه آنومالی: فاصلهٔ زمانی بین دو عبور متوالی ماه از نقطه اوج (یا حضیض) مداریش برابر با ۲۷ روز و ۱۳ ساعت و ۱۹ دقیقه
۴- ۱۹ سال گرفتگی= ۶٬۵۸۵٫۷۸ روز که در آن، سال گرفتگی: دو برابر فاصلهٔ زمانی بین دو فصل گرفتگی متوالی
در نتیجهٔ تطابق مورد اول و مورد دوم، هر گرفتگی به فاصلهٔ ۶٬۵۸۵٫۵ روز (۱۸ سال ۱۱ روز و ۸ ساعت که البته با توجه به وجود سال‌های کبیسه می‌تواند ۱۸ سال و ۱۰ روز و ۸ ساعت یا ۱۸ سال و ۱۲ روز و ۸ ساعت باشد) از گرفت قبلی رخ می‌دهد. به‌خاطر ۸ ساعت تأخیر (قسمت اعشار مورد اول) مکان رویت گرفتگی‌های متوالی (در هر دنباله ساروسی) به اندازهٔ یک‌سوم چرخش روزانهٔ زمین به سمت غرب جابجا می‌شوند؛ بنابراین بعد از گذشت ۳ دوره می‌توان منتظر وقوع یک گرفتگی در یک مکان مشخص از زمین بود. برای نمونه اگر امسال در یک منطقه یک گرفتگی خورشید رخ دهد در ۳ دوره یا حدود ۵۴ سال دیگر نیز یک گرفتگی مشابه در ایران رخ خواهد داد.
تطابق با مورد سوم نیز به این منجر می‌شود که در هر دنباله ساروس، بدنبال هر گرفت کلی یک گرفت کلی و به دنبال هر گرفت طولانی یک گرفت طولانی دیگر رخ دهد الی آخر.
تفاوت مورد اول و مورد چهارم یعنی ۴۶٫۰ نیز موجب انتقال مسیر گرفتگی به اندازهٔ ۲ تا ۳ درجه به سمت شمال یا جنوب مسیر گرفتگی قبلی می‌شود. در نهایت، هر دورهٔ ساروسی به سمت قطب‌ها پیش رفته و در آخر پایان می‌یابد. هر دورهٔ ساروسی می‌تواند شامل ۴۳ خورشید گرفتگی و ۲۸ ماه‌گرفتگی باشد.

## دنبالهٔ ساروسی
یک دنبالهٔ ساروسی نوعی (که خود شامل چندین دورهٔ ساروسی حدوداً «۱۸ ساله است) برای خورشیدگرفتگی، زمانی که ماه نو به اندازهٔ ۱۹ درجهٔ شرق یک گره باشد آغاز می‌شود. اگر نخستین گرفتگی دنبالهٔ ساروسی، زمانی رخ دهد که ماه در گرهٔ نزولی باشد مخروط سایهٔ ماه از فاصلهٔ ۳٬۵۰۰ کیلومتری پایین‌تر از زمین عبور خواهد کرد و یک گرفتگی جزئی از ناحیهٔ قطب جنوب زمین مشاهده خواهد شد. در گرفتگی بعدی (متعلق به همین دنباله) مخروط سایهٔ ماه در حدود ۳۰۰ کیلومتر به زمین نزدیک‌تر خواهد شد و گرفتگی با درصد بیشتری در ناحیهٔ قطب جنوب و البته در عرض‌های بالایی‌تر مشاهده خواهد شد. بعد از گذشت ۱۰ یا ۱۱ دورهٔ ساروسی (در حدود ۲۰۰ سال) نخستین گرفتگی حلقوی در نزدیکی قطب جنوب زمین رخ خواهد داد. در طی ۹۵۰ سال بعدی یک گرفتگی حلقوی طی هر ۱۸٬۰۳۱ (یک دورهٔ ساروسی) رخ خواهد داد؛ البته هر بار به اندازه ۳۰۰ کیلومتر در عرض‌های جغرافیایی بالاتر زمین رخ خواهد داد. در نیمهٔ راه این دنبالهٔ ساروسی، گرفتگی‌های طولانی مدت در منطقهٔ نزدیک استوای زمین رخ خواهد داد. سپس آخرین گرفتگی حلقوی این دنبالهٔ ساروسی در نزدیکی قطب شمال زمین به وقوع خواهد پیوست. تقریباً» ۱۰ گرفتگی بعدی دنباله به صورت جزئی بوده و هر بار نیز مقدار گرفتگی به‌تدریج کمتر خواهد شد. در انتها، دنباله بعد از گذشت ۱۲ (یا بیشتر) قرن بعد از شروع از ناحیهٔ جنوب زمین در ناحیهٔ شمال زمین به آخر خواهد رسید. به دلیل بیضوی‌بودن مدار زمین و ماه طول و تعداد گرفتگی‌های هر دنباله ثابت نیست. طول یک دنبالهٔ ساروسی می‌تواند بین ۱٬۲۲۶ تا ۱٬۵۵۰ سال متغیر باشد و تعداد گرفتگی‌ها در هر دنباله نیز می‌تواند بین ۶۹ تا ۸۷ باشد که از میان آن‌ها ۴۰ تا ۶۰ مورد مرکزی هستند (یعنی گرفتگی کلی یا حلقوی).
گرفتگی‌های دنباله‌هایی که در نزدیکی گرهٔ صعودی ماه رخ می‌دهند بعد از آغاز دنباله در ناحیهٔ قطب شمال زمین، به تدریج به سمت نواحی جنوبی‌تر جابجا می‌شوند و در انتها در ناحیهٔ قطب جنوب خاتمه پیدا می‌کنند.
دنباله‌هایی که در نزدیکی گرهٔ صعودی ماه رخ می‌دهند دارای شمارهٔ فرد و گرفتگی‌هایی که در نزدیکی گرهٔ نزولی ماه رخ می‌دهند دارای شماره زوج هستند. روش شماره‌بندی دنباله ساروس‌ها نخستین‌بار توسط ستاره‌شناس آلمانی وان دن برگ در سال ۱۹۵۵ در یک کتاب معرفی شده‌است. او شمارهٔ یک را به یک زوج دنباله گرفتگی خورشید و ماه که در هزارهٔ دوم پیش از میلاد در جریان بودند اختصاص داد. با توجه به اینکه شمارهٔ دنباله ساروس‌ها به زمان آغاز یا انتهای دوره‌ها بستگی ندارد درک شماره بندی‌ها دشوار است. شماره‌بندی براساس زمانی که دنباله ساروسی به بیشینهٔ خود می‌رسد انجام می‌شود. منظور از بیشینهٔ زمانی است که مخروط سایه در نزدیک‌ترین فاصله از مرکز زمین باشد.
از آنجایی‌که ۲ تا ۵ خورشیدگرفتگی در هر سال رخ می‌دهد در هر زمان به‌طور میانگین ۴۰ دنباله ساروسی در جریان و فعال است. برای مثال در نیمهٔ آخر قرن بیستم ۴۱ دنباله ساروس در جریان بوده که ۲۹ تای آن‌ها خورشیدگرفتگی مرکزی (حلقوی وکلی) داشته‌اند. با به آخر رسیدن دنباله ساروس‌ها، دوره‌های جدید آغاز می‌شوند.
دنباله‌های ساروس ماه‌گرفتگی نیز مانند دنباله ساروسی خورشید گرفتگی می‌باشند. با این تفاوت که ماه‌گرفتگی‌هایی که در نزدیکی گرهٔ صعودی ماه رخ می‌دهند با شماره‌های زوج و آن‌هایی که در نزدیکی گرهٔ نزولی ماه رخ می‌دهند با اعداد فرد شماره‌گذاری می‌شوند. نخستین پیش‌بینی گرفتگی در تاریخ به تالس میلتوس نسبت داده شده‌است. ظاهراً او برای نخستین‌بار در سال ۵۸۵ پیش از میلاد یک گرفتگی خورشید را پیش از غروب خورشید پیش‌بینی کرده بوده‌است.

## دورهٔ اینکس
افزون‌بر دنبالهٔ ساروسی یک دورهٔ دیگر نیز برای گرفتگی‌ها تعریف شده که دورهٔ اینکس (Inex) نامیده می‌شود. دوره‌ای با طول زمانی ۳۵۸ ماه هلالی (۲۹ سال منهای حدود ۲۰ روز یا تقریباً ۱۰٬۷۵۲ روز). از آنجایی‌که این دوره بیان‌کنندهٔ فاصلهٔ زمانی میان دنبالهٔ ساروس‌های شماره‌گذاری‌شده متوالی است، شناخت آن سودمند می‌باشد.